# Louis Bolk
Louis Bolk (Overschie, 10 décembre 1866 – Amsterdam, 17 juin 1930) est un anatomiste et biologiste néerlandais du XIXe siècle et du XXe siècle.
Chercheur brillant ayant acquis une très grande autorité nationale (à la fin de sa carrière tous les enseignants néerlandais d’anatomie sont de ses anciens élèves) comme internationale, il est à l’origine de l’International Academic Committee for Brain Research afin de la structurer les  recherches internationales sur le système nerveux.
Il est resté célèbre pour sa théorie de la fœtalisation selon laquelle l'homme serait un primate ayant conservé dans sa forme adulte, des caractères fœtaux, comme l'important rapport neurocrâne-face, alors que celui-ci s'inverse avec la croissance chez le gorille et le chimpanzé, avec lesquels l'homme partage pourtant un ancêtre commun. Ainsi, ce sont les rythmes de croissance intra-utérins de cet ancêtre commun, avec un cerveau se développant plus longtemps que la face, qui ont été conservés jusqu'au stade adulte. À ne pas confondre avec la néoténie qui est la conservation jusqu'au stade adulte, d'un état embryonnaire.
Cette théorie de la fœtalisation est évoquée à plusieurs reprises par Jacques Lacan pour justifier son stade du miroir.
Resté célibataire, on ne lui connaît pas de descendance.